# Lobsters de Boston
Les Lobsters de Boston (en anglais : Boston Lobsters) sont une équipe du World Team Tennis basée à Boston.
Les Lobsters ont rejoint la WTT en 1974 et leurs matchs à domicile se jouent au Harvard University Bright Arena.

## Effectif 2006
- Anne Smith, entraîneur
- Martina Navrátilová
- Todd Martin
- Amir Hadad
- Nicole Pratt
- Thomas Blake
- Kristen Schlukebir